# Alabastronòpolis
Alabastronòpolis (llatí Alabastronopolis) fou una ciutat romana a Egipte, a la part mitjana del país. A causa d'unes pedreres d'alabastre fou identificada al segle xix com Tell al-Amarna però modernament ha estat identificada com Hutnesut, la moderna Sharuna, principal ciutat del nomós XVIII de l'Alt Egipte.